# Jesuitenkirche (Solothurn)

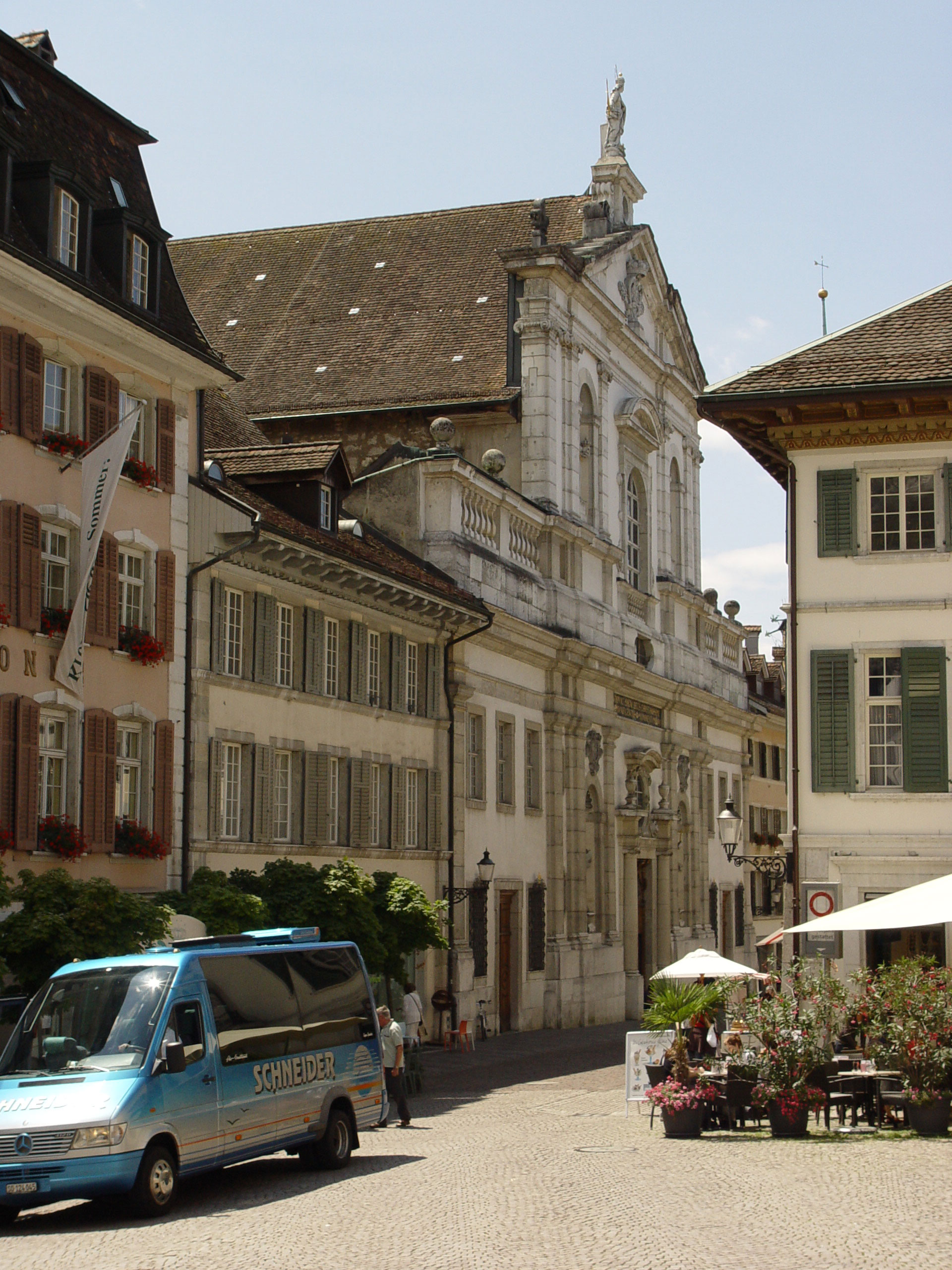
Nordfassade der Jesuitenkirche

Die Jesuitenkirche Solothurn ist eine römisch-katholische Kirche in der Altstadt von Solothurn, Schweiz. Sie trägt das Patrozinium Mariä Himmelfahrt (Mariä Aufnahme in den Himmel). Obwohl die Kirche nur bis 1773 unter der pastoralen Trägerschaft des Jesuitenordens stand, wird sie bis heute als Jesuitenkirche bezeichnet. Die Kirche wurde vermutlich nach Plänen des Jesuiten Heinrich Mayer zwischen 1680 und 1689 erbaut. Sie steht als Kulturgut von nationaler Bedeutung unter Denkmalschutz.

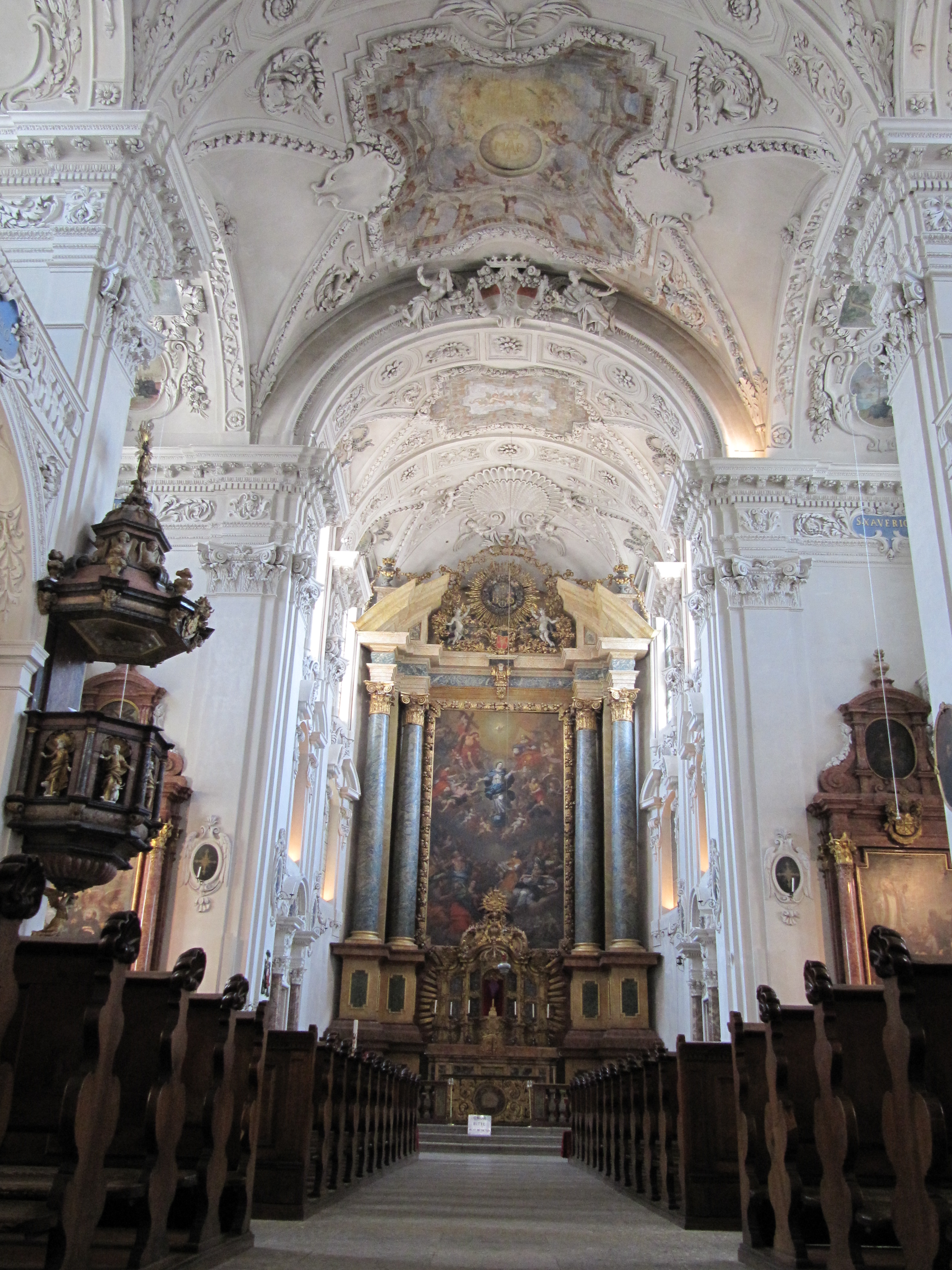
Innenansicht mit Blick zum Hauptaltar

## Geschichte

### Neubau und 18. Jahrhundert

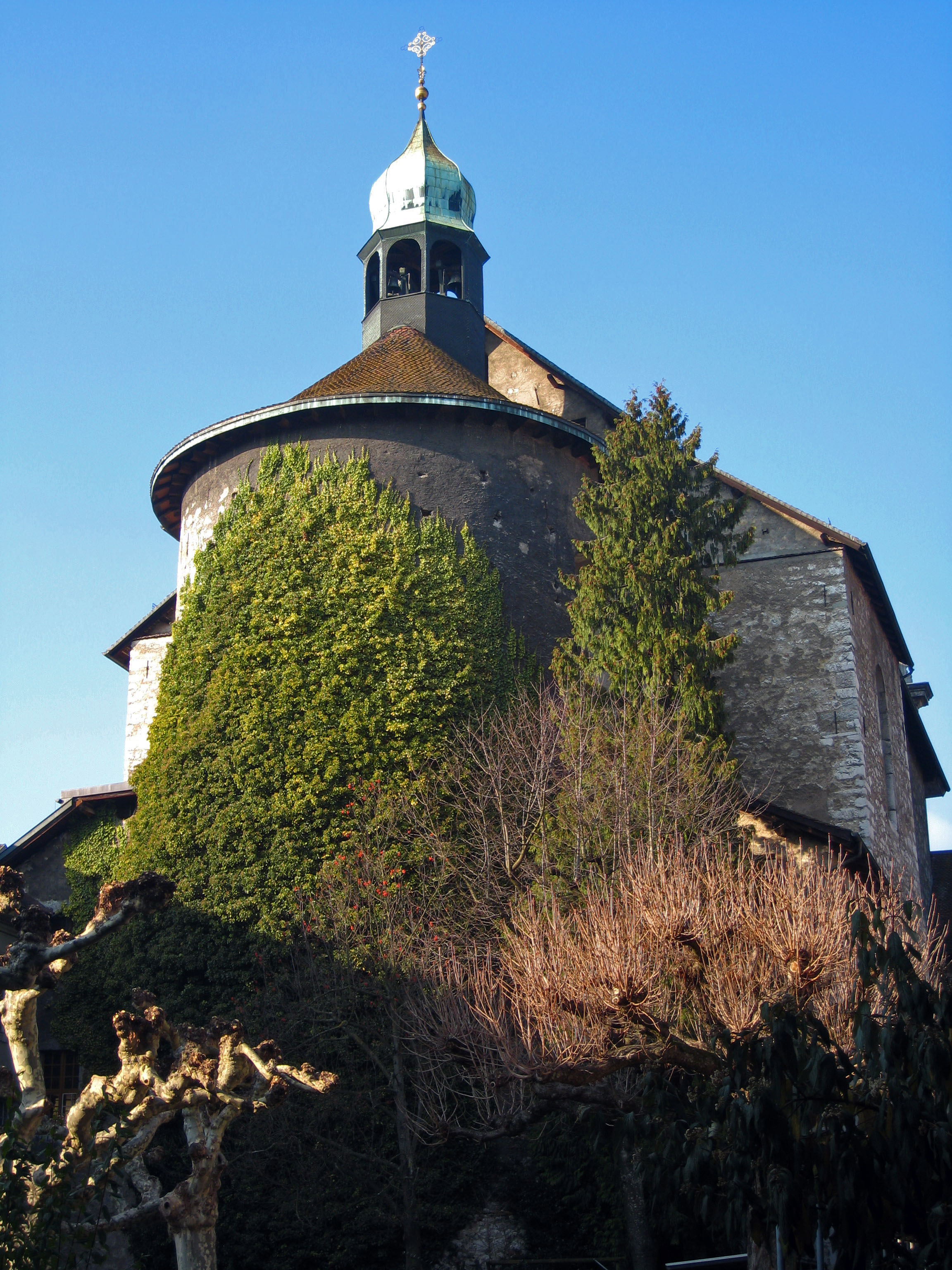
Südansicht der Jesuitenkirche

1646 erfolgte durch den aristokratischen Grossen Rat die Berufung der Jesuiten nach Solothurn. Motiv dazu bildeten v. a. gegenreformatorische Bestrebungen. Im gleichen Jahr erfolgte auch die Eröffnung eines provisorischen Kollegiums (städtisches Gymnasium), das eine aufs Mittelalter zurückgehende Stiftsschule ablöste.
Die Errichtung des neuen Kollegiums mit Kirche (auch das Gebäude des heutigen Stadttheaters gehörte dazu) erfolgte unter hauptsächlicher finanzieller Mitwirkung des französischen Königshauses, dessen Ambassador (Botschafter) in Solothurn residierte sowie von Solothurner Patriziats-Familien. Das Kollegium wurde von 1676 bis 1679 errichtet. Bauzeit der neuen Kirche war von 1680 bis 1689. 1689 wurde die Kirche geweiht.
1773 löste Papst Clemens XIV. den Jesuitenorden, der den absolutistischen Monarchien in gewissen Punkten skeptisch gegenüberstand, auf Druck westeuropäischer Fürstenhäuser auf. Der Grosse Rat Solothurns wollte das Kollegium weiterführen, auch wurden in der Kirche weiterhin (fortan ohne die Jesuiten) Gottesdienste abgehalten. 1791–1794 erfolgte der Bau der Orgel auf der zweiten Empore. Nach der Besetzung der Schweiz 1798 durch französische Revolutionstruppen und der Errichtung der zentralistisch-republikanischen Staatsform der Helvetik setzten sich v. a. die Solothurner Bürger Josef Lüthy und Hieronymus Vogelsang erfolgreich dafür ein, dass Kollegium und Kirche nicht zum „Nationaleigentum“ wurden, sondern an die Munizipalgemeinde (Einwohnergemeinde) Solothurn übergingen. 

### 19. Jahrhundert bis heute
Nach der liberalen Revolution wurde 1832 das geistliche «Professoren-Konvikt» resp. faktisch das Kollegium aufgelöst und durch eine weltliche Kantonsschule abgelöst. Übrig blieben ein Priesterseminar sowie weiterhin die kirchliche Nutzung. 
Eine Fassadenrestaurierung erfolgte 1848/49. Im 19. und Anfang des 20. Jahrhunderts setzte ein baulicher Zerfall ein, der auch die Kirche betraf. Niemand war bereit oder fähig, genug Geld für eine bauliche Erhaltung einzuschiessen. 1922 wurde die Kirche geschlossen. Höhepunkt des Niederganges war das Angebot eines Bau-Konsortiums 1927, die – heute denkmalgeschützte – Kirche zu kaufen und niederzureissen und an ihrer Stelle Geschäftshäuser zu errichten. Aus Sicherheitsgründen war in der Folge der Zugang zur Kirche rund 30 Jahre lang gesperrt. Im Rahmen von «Notstands-Arbeiten» (ein Begriff, der nicht der Kirche galt, sondern dem aufgrund der Wirtschaftskrise erstellten Beschäftigungs-Programm) wurde 1936 mit Hilfe von Bundes-Subventionen die Fassade der Kirche renoviert. 
1949 wurde eine etappenweise Innenrestauration, ebenfalls mit Bundes-Beitrag, beschlossen und 1952 ging die Kirche als Schenkung von der Einwohner- auf eine Stiftung der Kirchgemeinde über. Das Kollegiumsgebäude diente fortan der Volksschule. Von 1952 bis 1953 wurde der Innenraum restauriert, wobei die alten Farbschichten fast alle entfernt wurden. 1980 kam es zu einer Renovierung der Fassade und 2015 erfolgte unter Aufsicht der kantonalen Denkmalpflege eine umfassende Restaurierung der Fassade und des Inneren. 
Seit 1997 befindet sich im Lapidarium der Jesuitenkirche das Steinmuseum Solothurn.

## Architektur

### Fassade

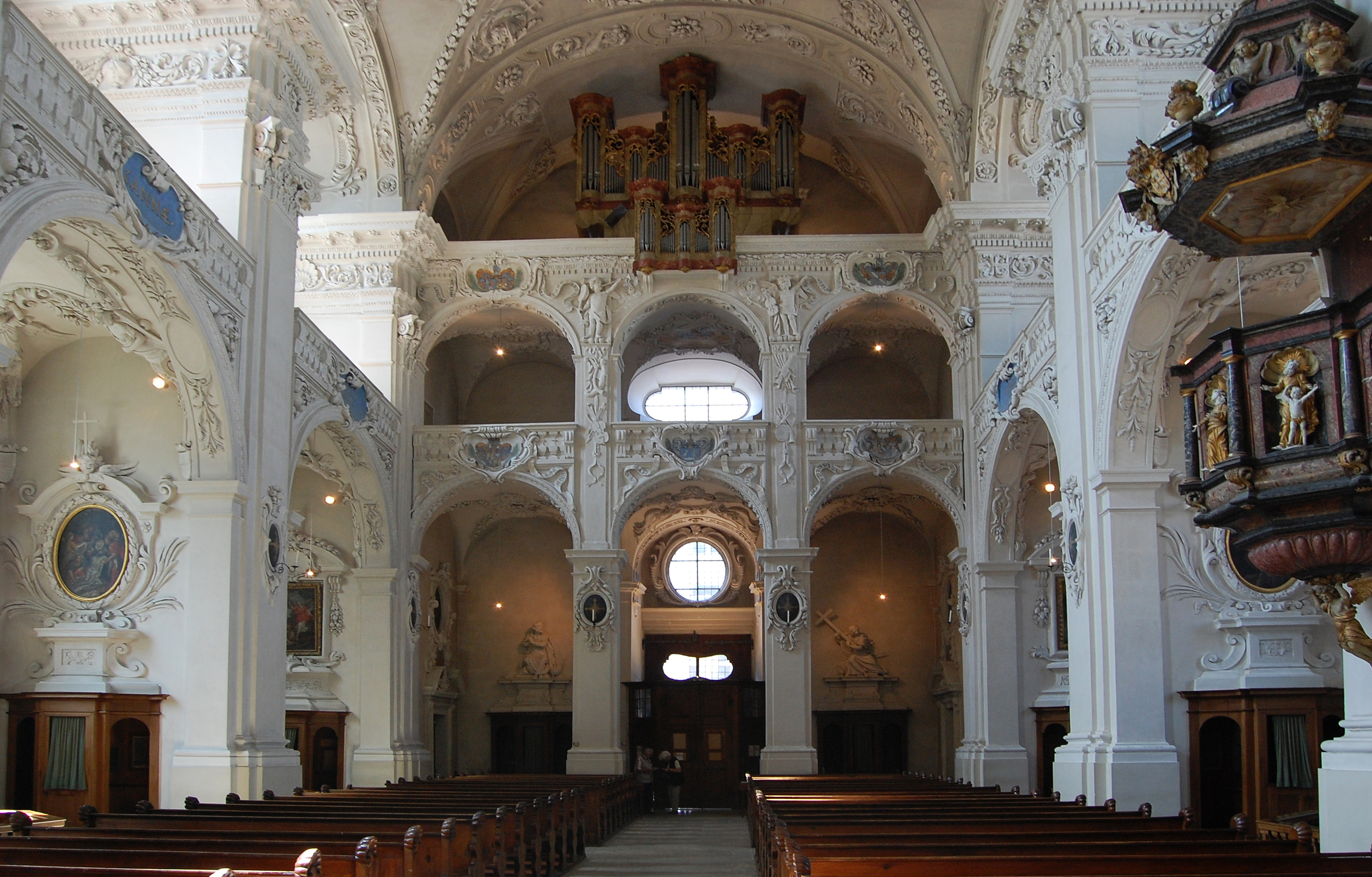
Innenansicht gegen die Orgelempore

Die Fassade von St. Mariä Himmelfahrt in Solothurn ist zweigeschossig und wird von einem Dreiecksgiebel bekrönt. Toskanische Pilaster gliedern das Untergeschoss, ionische Pilaster das Obergeschoss. Kräftige Gebälklagen dienen als horizontale Gliederung. In der Mittelachse befindet sich unten das Portal, oben das von einem Segmentgiebel bekrönte Hochfenster. Die Seitenachsen werden in beiden Geschossen von Figurennischen besetzt. Die Stuckfiguren sind: Ignatius von Loyola (unten links), Francisco de Xavier (unten rechts), Francisco de Borja (oben links), Aloisius von Gonzaga (oben rechts). Die Hauptfassade wird gekrönt durch eine Statue der Gottesmutter als Maria Immaculata aus Solothurner Kalkstein. Geschaffen hat sie Johann Peter Frölicher 1688. Das Giebelwappen nimmt auf den Stifter der Fassade, den französischen König, Ludwig XIV, Bezug. Dreiachsige Flügel fassen die Fassade auf beiden Seiten ein.

### Innenraum
Die Jesuitenkirche Solothurn ist eine mittelgrosse Wandpfeilerkirche mit Emporen, querhausartiger Verbreiterung und eingezogenem, halbrund schliessendem Chor. Der Grundriss ist dreiteilig. Auf eine Vorhalle folgt ein Langhaus von drei querrechteckigen Jochen. Daran schliessen sich Chor und Altarhaus an. Das dritte Langhausjoch ist tiefer und ragt über die Flucht der Aussenmauern hervor. Vorhalle und Chor werden von Nebenräumen flankiert. 
Im Aufriss dominieren die Wandpfeiler. Deren Stirnen sind mit flachen Pilastern besetzt und tragen vorkragende Gebälkköpfe. Zwischen den Pfeilern spannen sich Emporen. Unter den Emporen liegen Kapellräume. Kapellen und Emporen sind etwa gleich hoch. Die Oberkante der Emporenbrüstung liegt deutlich unter der Kapitellzone der Pilaster. Sowohl Emporen als auch Kapellen werden mit Quertonnen gedeckt und erhalten durch Fenster Licht. Im querhausartig vergrösserten Joch treten die Emporen zurück und bilden Laufgänge aus. Ein mit einem Doppelwappen bekrönter Triumphbogen leitet zum Chor. Dieser wird ebenso wie der Wandpfeilersaal durch eine gurtgegliederte Stichkappentonne gedeckt. Die Chorwand ist mit Oratorien und Fenstern durchbrochen. Säulenportale mit Segmentgiebeln auf Konsolen führen zu den Sakristeiräumen. Die Raumproportionen sind eher steil. Der Bau zeichnet sich insbesondere durch seine stereometrische Klarheit aus.
Die Jesuitenkirche zählt zu den frühen Beispielen des "Vorarlberger Münsterschemas". Das Zurücksetzen der Emporen auf Laufgangbreite im dritten Langhausjoch ist in der Jesuitenkirche Innsbruck vorgebildet. In Solothurn gelingt den Vorarlberger Baumeistern erstmals eine stringente Lösung für den Wandpfeilersaal durch die "helle Hochführung des Emporengeschosses" und eine ausreichende Beleuchtung. Nachfolge findet der Solothurner Bau im Chor von Einsiedeln, in der Stiftskirche Päfers, in der Jesuitenkirche Freiburg sowie in den Prägebauten des Vorarlberger Schemas, auf dem Schönenberg bei Ellwangen und in Obermarchtal. 

## Ausstattung

### Altäre
Der Hochaltar des Jakob Moser ist genau in das Altarhaus eingepasst (1704). Er wird von in der Tiefe gestaffelten, glatten korinthischen Säulen eingefasst. Der Segmentgiebel ist gesprengt. Hinter den Giebelschrägen stehen Ziervasen. Das rechteckige Altarblatt im vergoldeten Zierrahmen stammt von Franz Carl Stauder. Es zeigt die Himmelfahrt Mariens (1703). Im Auszug erscheint umgeben von einer von Engeln gehaltenen Strahlenglorie das Nomen sacrum IHS. Der vergoldete Tabernakel auf der Altarmensa stammt aus der Mitte des 18. Jahrhunderts. Der Tabernakel besitzt acht auf den Vorderseiten verglaste Reliquienbehältnisse. Beiderseits des Tabernakels befinden sich Anbetungsengel aus der zweiten Hälfte des 18. Jahrhunderts. Die Seitenaltäre sind älter als der Hochaltar. Sie stammen u. a. von Johann Kaspar Sing, Christoph Brack und Johann Andreas Wolff. 

### Weitere Ausstattung
Mittelschiff und Chor zeigen Deckenbilder des Solothurner Malers Wolfgang Aeby. Es sind dies: im ersten Joch Die Darstellung des Namens Jesu, im querhausartig erweiterten Joch Die Verherrlichung des Namens Mariae sowie im Chor Engel der Krönung Mariä. Die Stuckaturen gelten als Arbeiten der Brüder Pietro und Giacomo Neurone aus Lugano. Die Chorschranke besteht aus einer hölzernen Balustrade. Im östlichen Querschiff steht eine Madonna von ca. 1900.

## Orgel

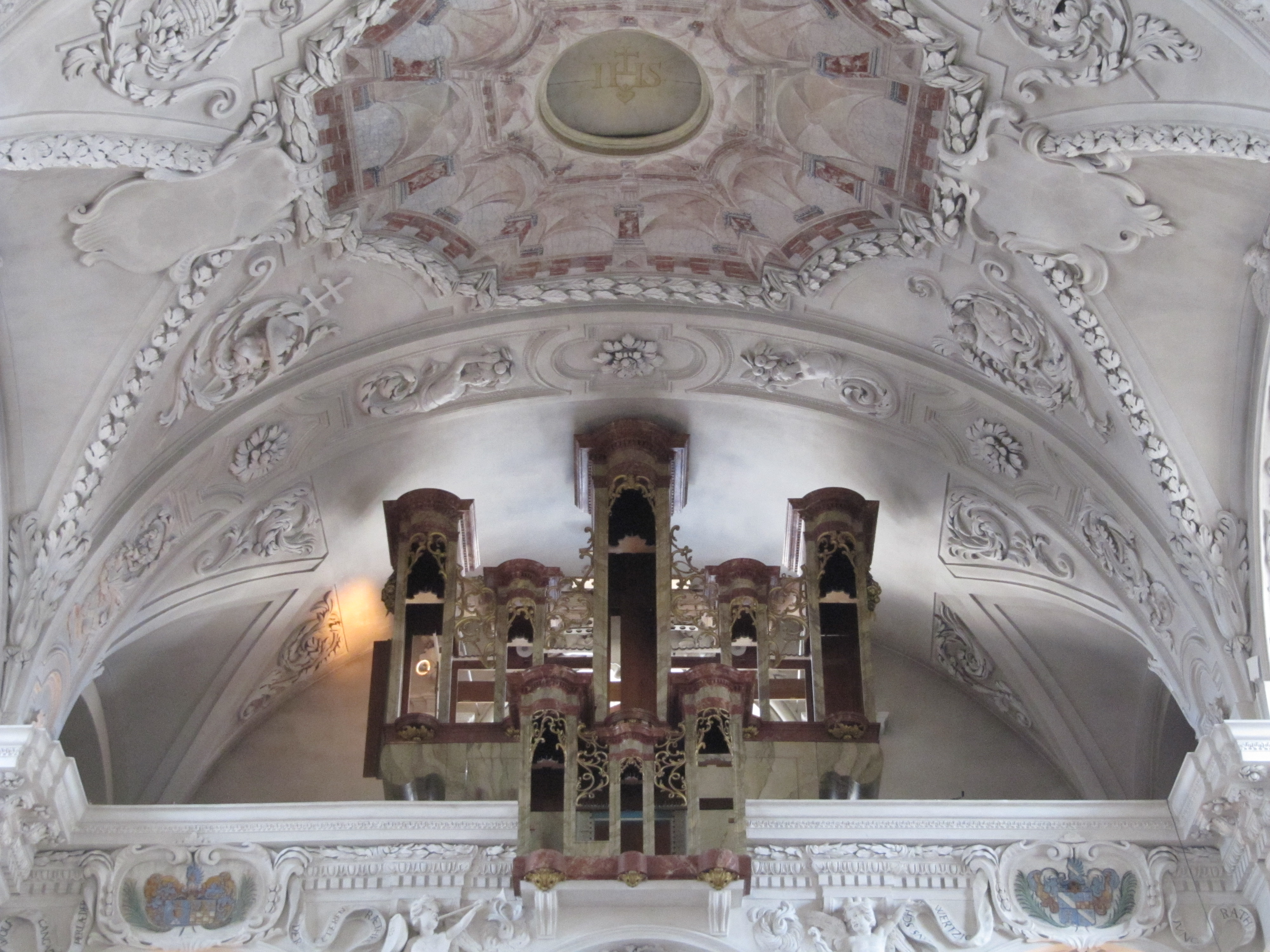
Blick auf den ausgeräumten Orgelprospekt

Die Orgel wurde in den Jahren 1791 bis 1794 von dem Orgelbauer Franz Joseph Otter (Aedermannsdorf) erbaut, und zuletzt im Jahre 2012 durch Orgelbau Kuhn restauriert. Das Instrument hat 22 Register auf zwei Manualen und Pedal. Regelmässig werden im Sommer Orgelkonzerte veranstaltet. Domorganist Benjamin Guélat (* 1978) hat 2019 an dem Instrument eine CD produziert. Es weist folgende Disposition auf
| II Hauptwerk C–d3 |            |            |
|                   | Bourdon    | 16′        |
|                   | Principal  | 8′         |
|                   | Copel      | 8′         |
|                   | Praestant  | 4′         |
|                   | Flauto     | 4′         |
|                   | Nazard     | 2 ⁄3′      |
|                   | Octav      | 2′         |
|                   | Mixtur III | 1′         |
|                   | Cymbal III | 2⁄3′       |
|                   | Cornet V   | 8′ (ab c1) |
|                   | Tromba     | 8′ (B / D) |

| I Rückpositiv C–d3 |            |                        |
|                    | Copel      | 8′                     |
|                    | Salicional | 8′                     |
|                    | Praestant  | 4′                     |
|                    | Flauto     | 4′                     |
|                    | Tertian II | 2 ⁄3′ + 1 3⁄5′ (ab c1) |
|                    | Flageolet  | 2′                     |
|                    | Larigot    | 1 ⁄3′                  |
|                    | Crummhorn  | 8′                     |
|                    | Tremulant  |                        |
|                    | Rossignol  |                        |

| Pedal C–c1, d1 |           |     |
|                | Subbass   | 16′ |
|                | Octavbass | 8′  |
|                | Bombarde  | 16′ |

- Koppeln: I/II (Manualschiebekoppel), II/P